# Tymoteuszew
Tymoteuszew es un pueblo de Polonia, en Mazovia.  Se encuentra en el distrito (Gmina) de Jakubów, perteneciente al condado (Powiat) de Mińsk. Se encuentra aproximadamente a 10 km al noreste de Mińsk Mazowiecki, y a 45 km  al este de Varsovia. Su población es de 70 habitantes.
Entre 1975 y 1998 perteneció al voivodato de Siedlce.